# Cagwait
Cagwait is een gemeente in de Filipijnse provincie Surigao del Sur op het eiland Mindanao. Bij de laatste census in 2007 had de gemeente bijna 20 duizend inwoners.

## Geografie

### Bestuurlijke indeling
Cagwait is onderverdeeld in de volgende 11 barangays:
| - Aras-Asan - Bacolod - Bitaugan East - Bitaugan West - La Purisima - Lactudan | - Mat-e - Poblacion - Tawagan - Tubo-tubo - Unidad |

## Demografie
Cagwait had bij de census van 2007 een inwoneraantal van 19.899 mensen. Dit zijn 1.322 mensen (7,1%) meer dan bij de vorige census van 2000. De gemiddelde jaarlijkse groei komt daarmee uit op 0,95%, hetgeen lager is dan het landelijk jaarlijks gemiddelde over deze periode (2,04%). Vergeleken met de census van 1995 is het aantal mensen met 2.898 (17,0%) toegenomen.

De bevolkingsdichtheid van Cagwait was ten tijde van de laatste census, met 19.899 inwoners op 214,1 km², 79,4 mensen per km².